# 拉科阿梅诺
拉科阿梅诺（義大利語：Lacco Ameno），是意大利那不勒斯省的一个市镇。总面积2.7平方公里，人口4726人，人口密度1750.4人/平方公里（2009年）。ISTAT代码为063038。